# تشلنغدار
تشلنغدار هي قرية في مقاطعة ساوجبلاغ، إيران. يقدر عدد سكانها بـ 421 نسمة بحسب إحصاء 2016.